# كأس إريتريا
كأس إريتريا لكرة القدم (بالإنجليزية: Eritrean Cup)‏ ، هي بطولة رسمية لكرة القدم في جمهورية إرتيريا ، وكتبت موقع آر إس إس إس إف أن النشاط الرياضي في إرتيريا سجلت بداية عام 2009م و2011 و2013.